# Liste der Bodendenkmäler in Waldkirchen
Auf dieser Seite sind die Bodendenkmäler in der niederbayerischen Stadt Waldkirchen zusammengestellt. Diese Tabelle ist eine Teilliste der Liste der Bodendenkmäler in Bayern. Grundlage ist die Bayerische Denkmalliste, die auf Basis des Bayerischen Denkmalschutzgesetzes vom 1. Oktober 1973 erstmals erstellt wurde und seither durch das Bayerische Landesamt für Denkmalpflege geführt wird. Die folgenden Angaben ersetzen nicht die rechtsverbindliche Auskunft der Denkmalschutzbehörde.

## Bodendenkmäler in Waldkirchen

### Bodendenkmäler in der Gemarkung Böhmzwiesel
| Lage                   | Objekt | Akten-Nr.     | Bild |
| ---------------------- | --- | ------------- | ---- |
| Böhmzwiesel (Standort) | Teilabschnitt des Prachatitzer Zweiges des mittelalterlich-frühneuzeitlichen Altweges Goldener Steig.                                            | D-2-7247-0158 |      |
| Böhmzwiesel (Standort) | Teilabschnitt des Prachatitzer Zweiges des mittelalterlich-frühneuzeitlichen Altweges Goldener Steig.                                            | D-2-7247-0159 |      |
| Böhmzwiesel (Standort) | Teilabschnitt des Prachatitzer Zweiges des mittelalterlich-frühneuzeitlichen Altweges Goldener Steig.                                            | D-2-7247-0160 |      |
| Böhmzwiesel (Standort) | Teilabschnitt des Verbindungsweges zwischen Prachatitzer und Winterberger Zweig des mittelalterlich-frühneuzeitlichen Altweges Goldener Steig.   | D-2-7247-0161 |      |
| Böhmzwiesel (Standort) | Teilabschnitt des Verbindungsweges zwischen Prachatitzer und Winterberger Zweig des mittelalterlich-frühneuzeitlichen Altweges Goldener Steig.   | D-2-7247-0162 |      |
| Böhmzwiesel (Standort) | Teilabschnitt eines Verbindungsweges zwischen Prachatitzer und Winterberger Zweig des mittelalterlich-frühneuzeitlichen Altweges Goldener Steig. | D-2-7247-0175 |      |

### Bodendenkmäler in der Gemarkung Karlsbach
| Lage                 | Objekt | Akten-Nr.     | Bild |
| -------------------- | --- | ------------- | ---- |
| Karlsbach (Standort) | Siedlung des Endneolithikums. | D-2-7247-0013 |      |
| Karlsbach (Standort) | Siedlung des Endneolithikums. | D-2-7247-0014 |      |
| Karlsbach (Standort) | Neuzeitliche Wüstung Ohmühle. | D-2-7247-0091 |      |
| Karlsbach (Standort) | Teilabschnitt des Verbindungsweges zwischen Prachatitzer und Winterberger Zweig des mittelalterlich-frühneuzeitlichen Altweges Goldener Steig.                      | D-2-7247-0163 |      |
| Karlsbach (Standort) | Teilabschnitt des Winterberger Zweiges des mittelalterlich-frühneuzeitlichen Altweges Goldener Steig.                                                               | D-2-7247-0173 |      |
| Karlsbach (Standort) | Teilabschnitt des Winterberger Zweiges sowie Teilstück eines Verbindungsweges zum Prachatitzer Zweig des mittelalterlich-frühneuzeitlichen Altweges Goldener Steig. | D-2-7247-0174 |      |
| Karlsbach (Standort) | Teilabschnitt des Winterberger Zweiges des mittelalterlich-frühneuzeitlichen Altweges Goldener Steig.                                                               | D-2-7247-0176 |      |

### Bodendenkmäler in der Gemarkung Ratzing
| Lage               | Objekt | Akten-Nr.     | Bild |
| ------------------ | --- | ------------- | ---- |
| Ratzing (Standort) | Untertägige Befunde der frühen Neuzeit im Bereich der abgegangenen Wallfahrtskirche zu „Unserer lieben Frau von Frischeck“. | D-2-7247-0097 |      |
| Ratzing (Standort) | Neuzeitliche Wüstung Reutmühle.                                                                                             | D-2-7247-0100 |      |

### Bodendenkmäler in der Gemarkung Schiefweg
| Lage                 | Objekt | Akten-Nr.     | Bild |
| -------------------- | --- | ------------- | ---- |
| Schiefweg (Standort) | Teilabschnitt (sog. Salzgraben) der vereinten Prachatitzer und Winterberger Zweige des mittelalterlich-frühneuzeitlichen Altweges Goldener Steig. | D-2-7247-0015 |      |
| Schiefweg (Standort) | Siedlung des Endneolithikums. | D-2-7247-0016 |      |
| Schiefweg (Standort) | Siedlung des Endneolithikums. | D-2-7247-0017 |      |
| Schiefweg (Standort) | Siedlung des Endneolithikums. | D-2-7247-0018 |      |
| Schiefweg (Standort) | Siedlung der Chamer Gruppe. | D-2-7247-0019 |      |
| Schiefweg (Standort) | Siedlung des Endneolithikums. | D-2-7247-0020 |      |
| Schiefweg (Standort) | Teilabschnitt des Prachatitzer Zweiges des mittelalterlich-frühneuzeitlichen Altweges Goldener Steig.                                             | D-2-7247-0165 |      |
| Schiefweg (Standort) | Teilabschnitt des Prachatitzer Zweiges des mittelalterlich-frühneuzeitlichen Altweges Goldener Steig.                                             | D-2-7247-0166 |      |
| Schiefweg (Standort) | Teilabschnitt des Prachatitzer Zweiges des mittelalterlich-frühneuzeitlichen Altweges Goldener Steig.                                             | D-2-7247-0167 |      |
| Schiefweg (Standort) | Teilabschnitt des Prachatitzer Zweiges des mittelalterlich-frühneuzeitlichen Altweges Goldener Steig.                                             | D-2-7247-0168 |      |
| Schiefweg (Standort) | Teilabschnitt des Prachatitzer Zweiges des mittelalterlich-frühneuzeitlichen Altweges Goldener Steig.                                             | D-2-7247-0170 |      |
| Schiefweg (Standort) | Teilabschnitt des Prachatitzer Zweiges des mittelalterlich-frühneuzeitlichen Altweges Goldener Steig.                                             | D-2-7247-0172 |      |
| Schiefweg (Standort) | Teilabschnitt des Winterberger Zweiges des mittelalterlich-frühneuzeitlichen Altweges Goldener Steig.                                             | D-2-7247-0177 |      |
| Schiefweg (Standort) | Teilabschnitt des Winterberger Zweiges des mittelalterlich-frühneuzeitlichen Altweges Goldener Steig.                                             | D-2-7247-0178 |      |

### Bodendenkmäler in der Gemarkung Stadl
| Lage             | Objekt                                                                                                | Akten-Nr.     | Bild |
| ---------------- | --- | ------------- | ---- |
| Stadl (Standort) | Teilabschnitt des Prachatitzer Zweiges des mittelalterlich-frühneuzeitlichen Altweges Goldener Steig. | D-2-7247-0164 |      |

### Bodendenkmäler in der Gemarkung Unterhöhenstetten
| Lage                         | Objekt                                              | Akten-Nr.     | Bild |
| ---------------------------- | --------------------------------------------------- | ------------- | ---- |
| Unterhöhenstetten (Standort) | Burgstall des Mittelalters oder der frühen Neuzeit. | D-2-7247-0021 |      |

### Bodendenkmäler in der Gemarkung Waldkirchen
| Lage                   | Objekt | Akten-Nr.     | Bild |
| ---------------------- | --- | ------------- | ---- |
| Waldkirchen (Standort) | Siedlung des Endneolithikums. | D-2-7247-0022 |      |
| Waldkirchen (Standort) | Untertägige Befunde des Mittelalters und der frühen Neuzeit im historischen Stadtkern von Waldkirchen. | D-2-7247-0125 |      |
| Waldkirchen (Standort) | Untertägige Befunde des Mittelalters und der frühen Neuzeit im Bereich der Marktbefestigung von Waldkirchen. | D-2-7247-0126 |      |
| Waldkirchen (Standort) | Untertägige Befunde des Mittelalters und der frühen Neuzeit im Bereich des abgebrochenen südlichen Markttores von Waldkirchen (Oberes Tor).                                                                                        | D-2-7247-0127 |      |
| Waldkirchen (Standort) | Untertägige Befunde des Mittelalters und der frühen Neuzeit im Bereich des abgebrochenen nördlichen Markttores von Waldkirchen (Unteres Tor).                                                                                      | D-2-7247-0128 |      |
| Waldkirchen (Standort) | Untertägige Befunde des Mittelalters und der frühen Neuzeit im Bereich der abgebrochenen Pfarrkirche St. Peter und Paul mit aufgelassenem Friedhof in Waldkirchen, darunter die Spuren von Vorgängerbauten bzw. älteren Bauphasen. | D-2-7247-0129 |      |
| Waldkirchen (Standort) | Untertägige Befunde der frühen Neuzeit im Bereich der Katholischen Wallfahrtskirche St. Karl Borromäus bei Waldkirchen. | D-2-7247-0130 |      |
| Waldkirchen (Standort) | Teilabschnitt des Prachatitzer Zweiges des mittelalterlich-frühneuzeitlichen Altweges Goldener Steig. | D-2-7247-0169 |      |
| Waldkirchen (Standort) | Teilabschnitt des Prachatitzer Zweiges des mittelalterlich-frühneuzeitlichen Altweges Goldener Steig. | D-2-7247-0171 |      |
| Waldkirchen (Standort) | Spätmittelalterlich-neuzeitlicher Erdstall. | D-2-7247-0188 |      |